# Zoológico de la Palmyre

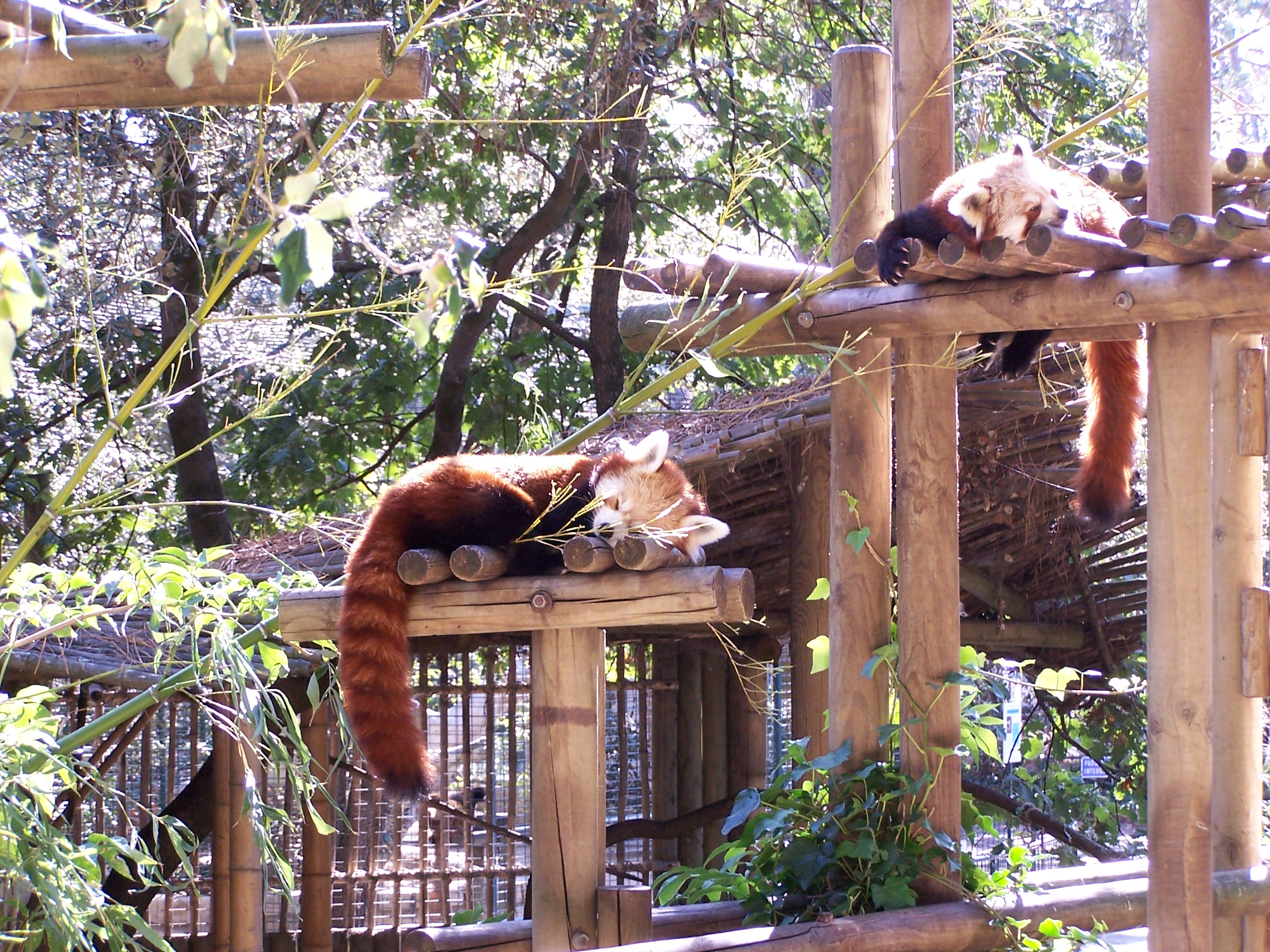
Dos pandas rojos del zoológico de la Palmyre descansan después de comer. Debido a la caza furtiva y la reducción de su hábitat producto de la expansión de las actividades humanas, la especie está en peligro de extinción y como tal figura en la lista de la Unión Internacional para la Conservación de la Naturaleza (IUCN)

El zoológico de la Palmyre es el parque zoológico privado más visitado de Francia, uno de los más renombrados de Europa, y un elemento destacado del patrimonio de la región francesa de Nueva Aquitania. Está ubicado en el corazón de la Côte de Beauté y las playas de la Charente-Maritime, a 15 km de Royan, en la ciudad de La Palmyre.
Fue creado en 1966 por Claude Caillé, en ese momento de 35 años, originario de la comuna francesa de Rochefort-Sur-Mer.
Se extiende por 14 hectáreas acondicionadas como un jardín paisajístico de un sitio natural, y le ofrece al visitante visitar más de 1600 animales de 130 especies, a lo largo de un corredor de 4 km.
Dándole la espalda a las prácticas tradicionales de los parques zoológicos, el parque pone el acento en una mejora constante de la calidad de vida de los animales, y juega un papel importante en la reintroducción en su hábitat natural de muchas especies amenazadas. Igualmente cumple una función pedagógica, informando al visitante de la biología y el comportamiento de las especies, y sensibilizándolo acerca de las amenazas que necesitan de la puesta en marcha de medidas de conservación.

## Especies amenazadas

### Oryx dammah

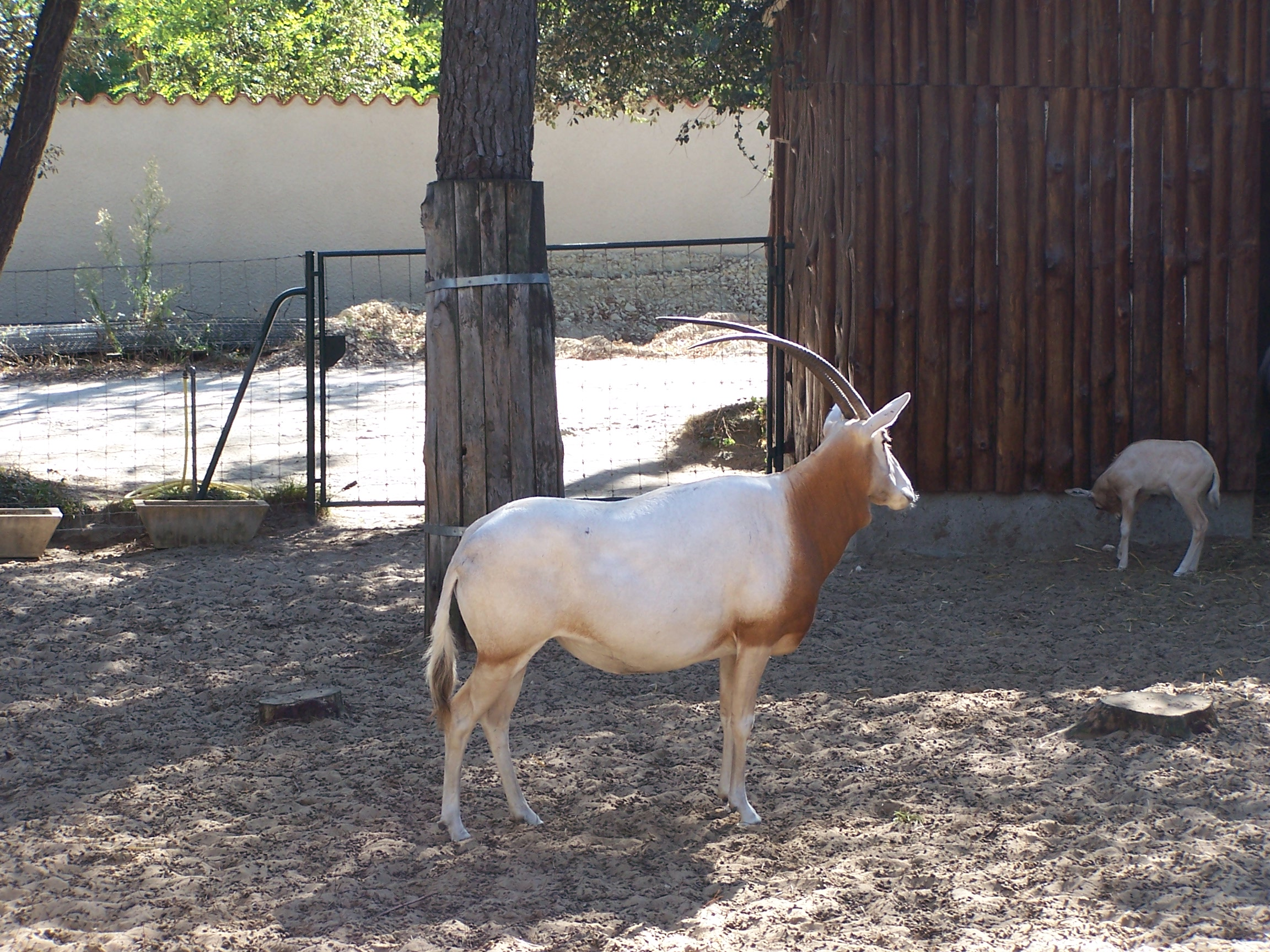
Un oryx algazelle et son petit

Hace menos de 30 años ocupaban todo el Sáhara, pero hoy están al borde de la extinción, víctimas de la caza para obtener sus cuernos, y de las actividades humanas. Los últimos representantes de la especie, estimados en unos 30 individuos, subsisten en dos reductos aislados, uno en Chad y el otro en Níger. Esta especie participa en el Programa Europeo de Especies en Peligro (EEP) en el que participa el zoológico de la Palmyre.
El 11 de marzo de 1999, 14 individuos de diferentes parques zoológicos, dos de ellos de éste, fueron reintroducidos en Túnez, en la reserva natural del Parque nacional de Sidi Toui, para formar un nuevo nodo reproductor. Los animales ya se están reproduciendo en la reserva y se está planificando liberarlo en el desierto cuando alcancen un número importante.

### Orangután de Borneo
Los orangutanes están amenazados de extinción debido a la desaparición de su hábitat natural, los bosques tropicales de Sumatra y Borneo. Se estima que las poblaciones salvajes de orangutans fueron diezmadas en un 30 a 50 % en estos 10 últimos años. Las últimas poblaciones salvajes subsisten principalmente protegidas dentro de las reservas, y en zonas degradadas por la explotación humana (caza, deforestación, agricultura), de donde está previsto que desaparecerán eventualmente.
El zoológico de la Palmyre financia numerosos programas de investigación y conservación in situ, es decir en el lugar de origen de los animales, en particular un programa en la región de Kinabatangan, al noroeste de la isla de Borneo.

### Leontopithecus rosalia

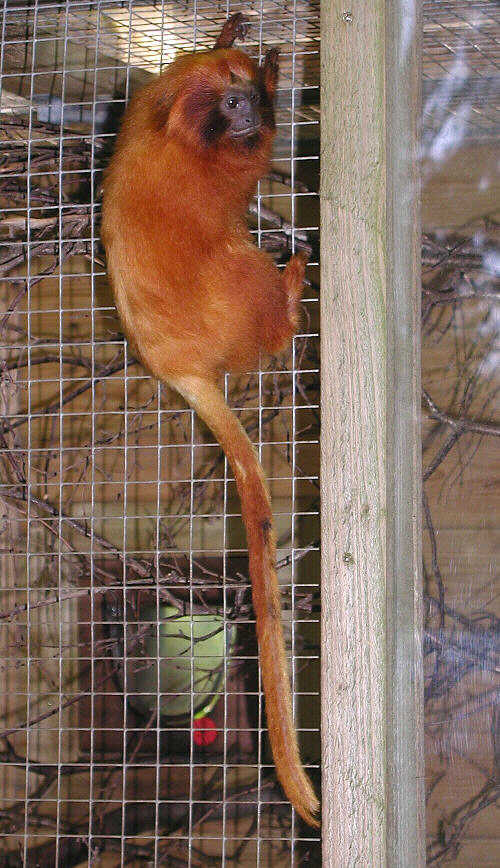
Un Leontopithecus rosalia

En 1992, el zoológico envió una familia de Leontopithecus rosalia a Brasil en el marco de una operación de salvataje de esta especie, amenazada desde fines de los '60 debido a la explotación forestal y la expansión de los poblamientos humanos.
En 1995, había en la naturaleza unos 500 individuos, 125 de los cuales eran reintroducidos o hijos de animales reintroducidos viviendo en 26 grupos.
En 1999, la población de animales reintroducidos o descendientes de reintroducidos era de 43 grupos con 302 individuos. Están viviendo en la reserva de Poço das Antas (5500 hectáreas y más de 20 años de existencia) y 15 lugares privados.
Hoy su población se remonta a 1000 individuos, a diferencia de los 200 que había en 1970. El programa de conservación continuará hasta que la capacidad de carga de los bosques de la reserva sea alcanzada, trasladando animales y creando corredores entre lugares seguros de la reserva, o comprando nuevas porciones de bosque para uso futuro de la reserva.

### Elefante asiático

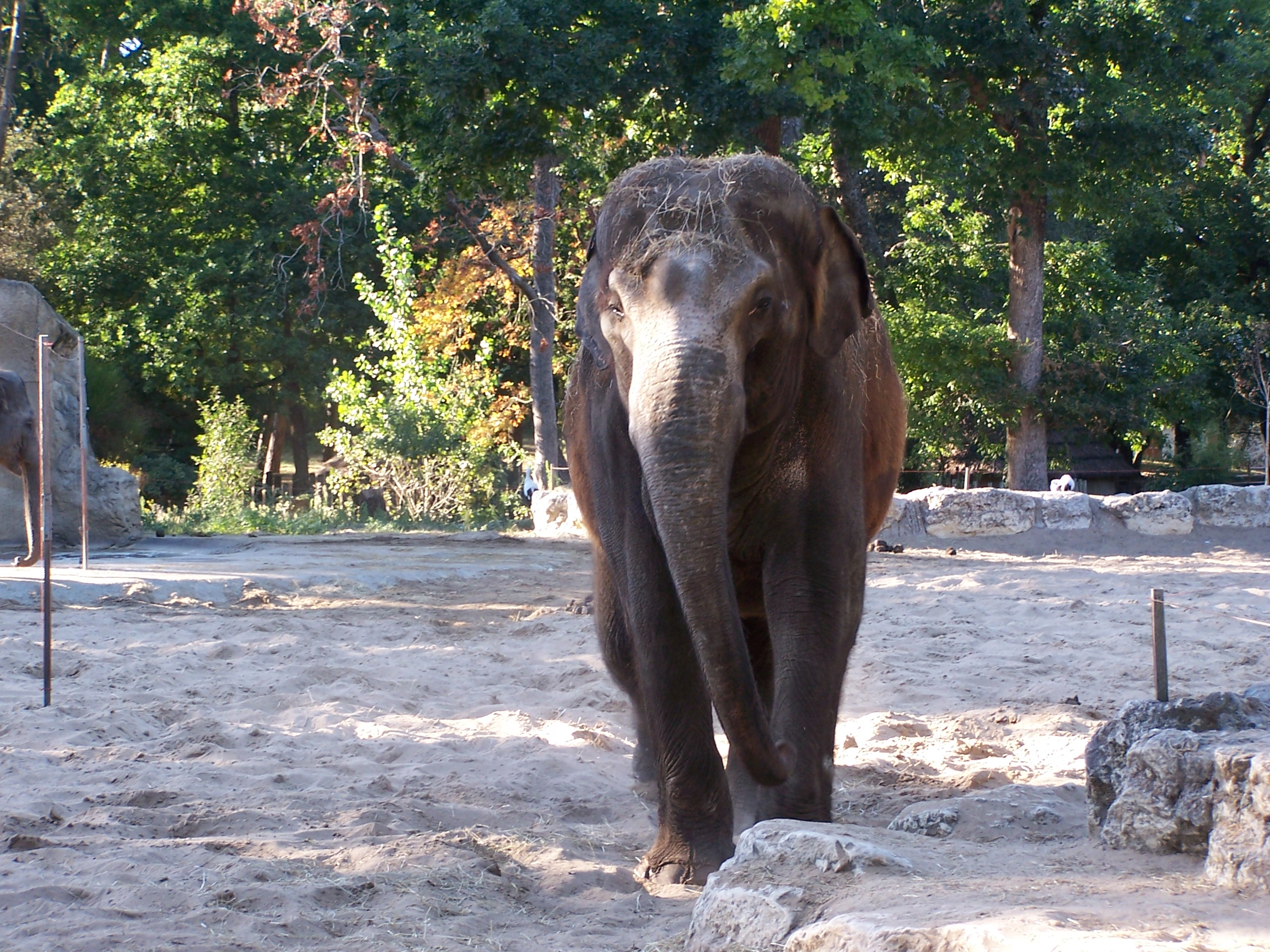
Shinto es un elefante asiático macho de 3,5 toneladas nacido en 1969. Llegó al zoológico de la Palmyre el 25 de enero de 1983, desde el zoológico de Fréjus. Desde 1995 tuvo 8 descendientes.

Los elefantes de Asia son cada vez menos en la naturaleza, y la población en cautiverio no se reproduce con facilidad. 
El zoológico tiene un elefante macho reproductor, Shinto (nacido en 1969), llegado el 25 de enero de 1983 proveniente del zoológico de Fréjus, y dos hembras, Alix (nacida en 1983) y Malicia (nacida en 1984), llegadas el 11 de enero de 1991. El primer nacimiento fue el 26 de octubre de 1995 cuando Alix dio a luz a Homaline. Fue seguida porJacky el 7 de julio de 1996, que fue transferido al zoológico de Pont-Scorff el 9 de octubre de 2001, y luego al zoológico d'Ostrava el 12 de octubre de 2004, donde falleció el 25 de marzo de 2005. Luego llegó Maurice el 16 de junio de 2001 y Angèle el 5 de noviembre de 2001. La última fue Ziha el 27 de enero de 2006.
Estos nacimientos son importantes en el marco del programa de cría europeo. El Parque Zoológico de París fue remodelado entre 2011 y 2014 y desde entonces, por cuestiones de seguridad tanto para los animales como para las personas, ya no se admiten en él elefantes de ninguna especie. Por esta razón el Zoológico de la Palmyre es hoy en día el único en Francia en el que puede procederse a la reproducción de elefantes asiáticos.

### Rinocerontes

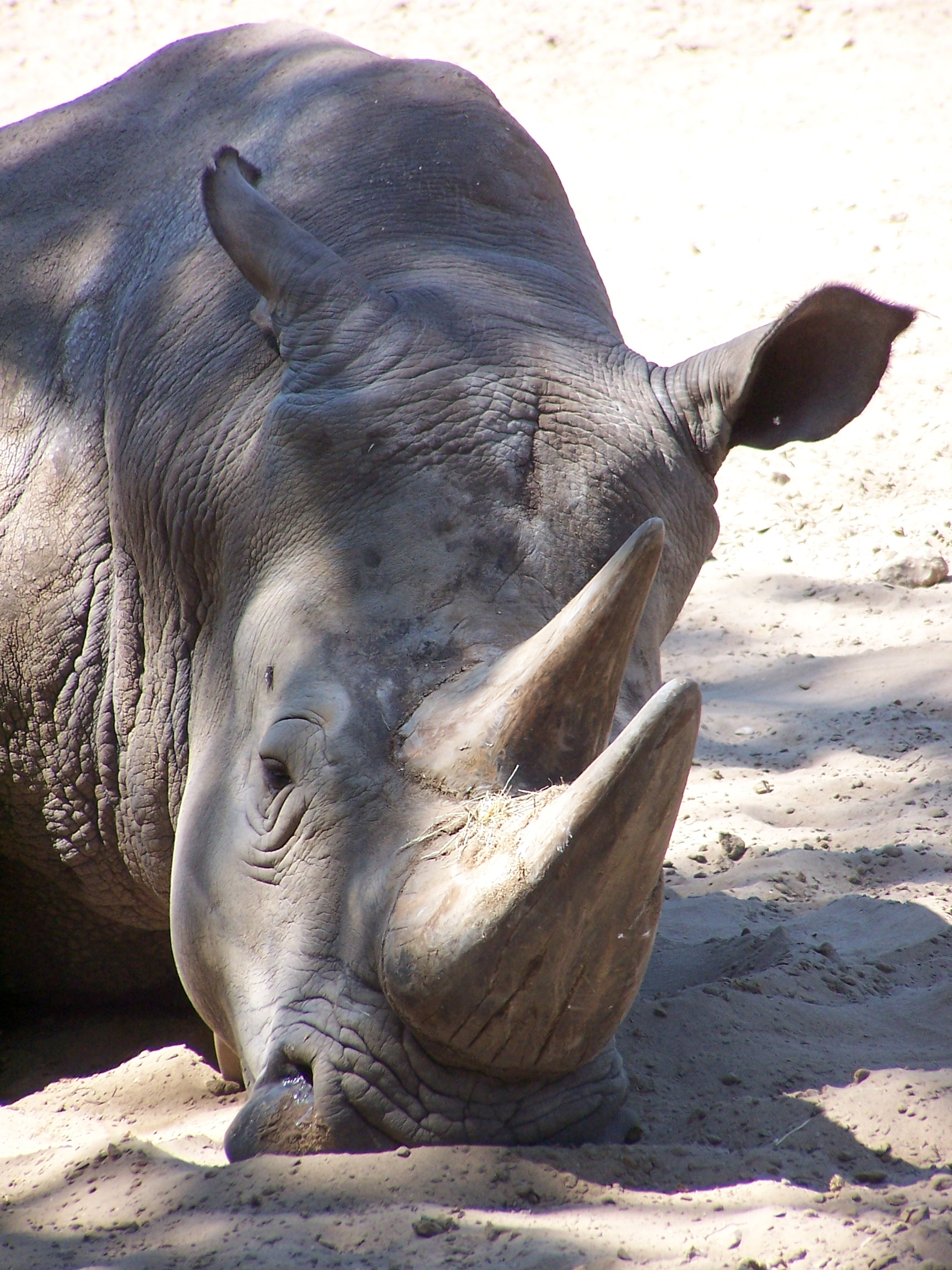
Whi, un rinoceronte blanco macho descansando a la sombra.

Estos animales eran muy abundantes hace algunas decenas de años, pero hoy están amenazados de extinción, no solo por la destrucción de su hábitat, sino también por la caza furtiva por el valor de sus cuernos, que si bien están constituidos de simple queratina, como las uñas y el pelo, son muy codiciados por la medicina tradicional china o para la fabricación de mangas de puñales en Yemen. La población mundial de rinocerontes pasó de 2 millones de individuos a principios del siglo XIX, a 18.000 hoy en día, contando todas las especies.
Sólo quedan 5 especies de rinocerontes en el mundo:
- 2 en África: el rinoceronte negro, que con 3.725 individuos está cerca de la extinción, con una de sus subespecies (Diceros bicornis longipes) extinta en septiembre del 2006. El rinoceronte blanco, que después de haberse casi extinto hace menos de un siglo (quedaban menos de 50 individuos), es hoy en día el único que existe en un número razonable, con 14.540 individuos. Una de sus subespecies cuenta con sólo 4 individuos vivos en el último refugio, el Parque nacional de la Garamba, en la República Democrática del Congo;
- 3 en Asia: el rinoceronte de Sumatra y el rinoceronte de Java, están próximos a la extinción con menos de 400 individuos en total, y el rinoceronte indio, que estuvo cerca de la extinción a principios del siglo XIX, y luego la situación mejoró un poco.

En junio del 2006, el zooógico de La Palmyre, que tenía dos rinocerontes blancos (Whi y Noëlle), se asoció a la campaña de conservación de rinocerontes organizada por la Asociación Europea de Zoológicos y Acuarios (EAZA), destinada a recolectar 35.000 euros para financiar un mínimo de 13 programas de conservación de rinocerontes en África y Asia. Luego de la campaña del 2006, el zoológico recolectó 7.600 euros que fueron destinados a un programa de conservación de rinocerontes de Java y rinoceronte de Sumatra, en Indonesia.
El zoológico de la Palmyre participa de programas de investigación llevados a cabo por las escuelas veterinarias y los institutos de investigación, concernientes a la reproducción de rinocerontes blancos.